# علی‌اکبر (کرمانشاه)
 علی‌اکبر (کرمانشاه)، روستایی از توابع بخش مرکزی شهرستان کرمانشاه در استان کرمانشاه ایران است.

## جمعیت
این روستا در دهستان دورود فرامان قرار دارد و بر اساس سرشماری مرکز آمار ایران در سال ۱۳۸۵، جمعیت آن ۲۶۹ نفر (۶۱خانوار) بوده‌است.
شغل مردم روستا بیشتر کشاورزی و دامداری است.

## تاریخ قدیم
قبل از اصلاحات ارضی زمین‌های روستا در اختیار مالکان بود و مردم روستا یا اجاره پرداخت میکردند یا به صاحب ملک سهم می دادند،آخرین صاحب ملک روستای علی اکبر حاج حسن کاشانی بوده و از این مالکان آثار دو قلعه باقی مانده و آن طور که افراد مسن تعریف می‌کنند موقع غارت تمام گوسفندان این روستا در این دو قلعه جا داده شده‌اند که از این یورش در امان بمانند.

## موقعیت جغرافیایی
روستای علی اکبر از شمال به روستای کرانی،از جنوب به فرامان،از شرق به روستای پایروند و از غرب به روستای قمشه مشرف است.